# 小站 (電影)
《小站》是在2005年第62届威尼斯国际电影节上，夺得最佳短片奖的台灣電影。导演林見坪，片长仅30分钟。

## 演員
- 陶傳正
- 杜麗珠
- 白耀如
- 周花美
- 江賜義
- 林郁芳
- 林郁萱
- 林家榮
- 林弘智
- 林弘傑

## 得獎記錄
- 2005 第六十二屆義大利威尼斯國際影展短片競賽首獎
- 2005 第十屆釜山國際影展廣角鏡觀摩影片
- 2005 第一屆捷克布拉格國際短片影展(Czech Republic)
- 2005 第十五屆巴西里約熱內盧國際短片影展(Brazil)
- 2005 第二屆韓國CJ亞洲獨立製片影展 (Korea)
- 2006 法國克萊蒙費宏短片影展LABO競賽單元
- 2006 墨爾本國際影展(Melbourne International Film Festival)

## 外部連結
- Yahoo奇摩電影上《小站》的資料（繁體中文）
- 開眼電影網上《小站》的資料（繁體中文）
- 时光网上《小站》的資料（简体中文）
- 豆瓣电影上《小站》的資料 （简体中文）